# グイド・クノップ

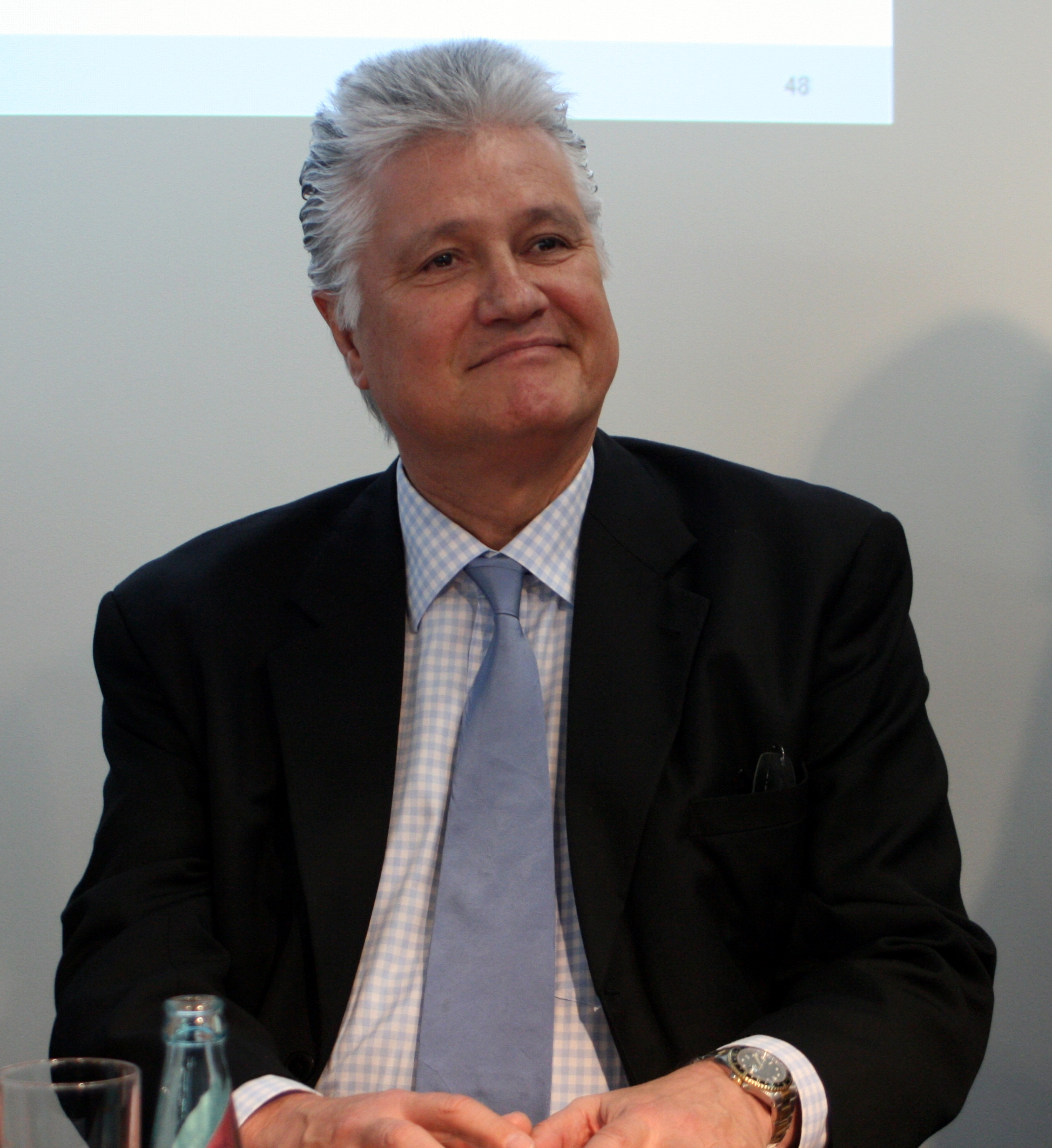
グイド・クノップ

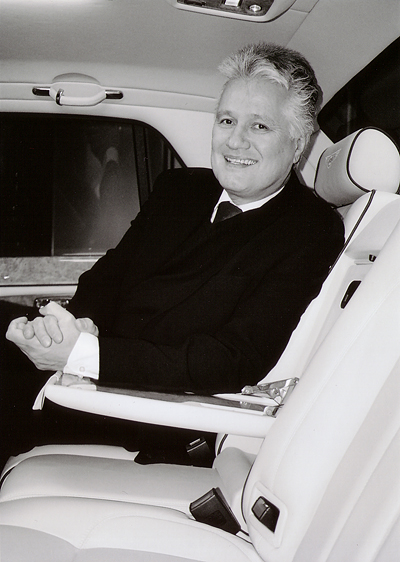
グイド・クノップ

グイド・クノップ（ドイツ語: Guido Knopp, 1948年1月28日 - ）は、ドイツの歴史家。歴史学博士。ジャーナリスト。著述家。司会者。ヘッセン州出身。

## 経歴
『フランクフルター・アルゲマイネ新聞』『ヴェルト紙』日曜版の元編集記者。
1984年からZDF(ドイツ第2テレビ)の現代史部門のプロデューサー、現代史番組部編成局長。ZDFのシリーズ番組「History」のメインキャスターをつとめ、大学でジャーナリズムも教えている。ドイツで、一般視聴者・歴史愛好家向けのヒストリーテーメントというジャンルを確立した。クノップの歴史関連著作は45カ国で翻訳されている。

## 各賞受賞歴
- 大成功をおさめたテレビシリーズ『ヒトラーの共犯者上・下』（日本語版書籍・原書房刊）により、ドイツテレビ「金獅子賞」、バイエルン・テレビ賞を受賞。
- ロサンゼルスのサイモン・ウィーゼンタール・センターより顕彰を受ける。
- ヤーコブ・カイザー賞*ヨーロッパ・テレビ賞
- ドイツ連邦功労十字章

## 著作（日本語訳）
- 『ドイツ統一　夢と現実』(原題 Die deutsche Einheit – Traum und Wirklichkeit) （望田幸男監訳 晃洋書房）1991
- 『トップスパイ——冷戦時代の裏切り者たち』（永野秀和・赤根洋子訳 文藝春秋）1995
- 『戦後50年決定的瞬間の真実』（畔上司訳 文藝春秋） 1995
- 『ヒトラーの共犯者<上> 12人の側近たち』（高木玲訳 原書房）2001、新版2015
- 『ヒトラーの共犯者<下> 12人の側近たち』（高木玲訳 原書房）2001、新版2015
- 『ヒトラーの戦士たち　6人の将帥』(原題 Hitlers Krieger) （高木玲訳 原書房）2001
- 『ヒトラーの親衛隊』 (原題 Die SS) （高木玲訳 原書房）2003
- 『ホロコースト全証言　ナチ虐殺戦の全体像』(原題 Holokaust) （高木玲・藤島淳一訳 原書房） 2004
- 『アドルフ・ヒトラー　五つの肖像』(原題 Hitler – Eine Bilanz) （高木玲訳 原書房）2004
- 『戦場のクリスマス　20世紀の謎物語』（中村康之訳 原書房）2006
- 『ドキュメント　ヒトラー暗殺計画』 （高木玲・中村康之訳 原書房） 2008
- 『世界王室物語―素顔のロイヤル・ファミリー』（平井吉夫訳 悠書館）2008、原題 Majestät! – Die letzten großen Monarchien
- 『ヒトラー 権力掌握の二〇ヵ月』（高木玲訳 中央公論新社） 2010
- 『王家を継ぐものたち―現代王室サバイバル物語』（平井吉夫訳 悠書館） 2011、原題 Die Königskinder – Die Thronfolger der großen europäischen Monarchien
- 『100のトピックで知るドイツ歴史図鑑』（エドガー・フランツ/深見麻奈訳 原書房）2012、原題 Die Sternstunde der Deutschen

## 日本で出版されているDVD
- ヒトラーとホロコースト アウシュビッツ 1 ― ユダヤ人強制連行
- ヒトラーとホロコースト アウシュビッツ 2 ― 最終解決策‐大量虐殺
- ヒトラーとホロコースト アウシュビッツ 3 ― 強制収容所ゲットー
- ヒトラーとホロコースト アウシュビッツ 4 ― 絶滅収容所への扉
- ヒトラーとホロコースト アウシュビッツ 5 ― ユダヤ人としての誇り
- ヒトラーとホロコースト アウシュビッツ 6 ― ホロコーストからの解放 2007

## 研究書
- 伊藤智央「解説 グイド・クノップと歴史学―非歴史家による歴史叙述との向き合い方に関する試論」『ヒトラーの共犯者』下巻、原書房、2015年、399-416頁